# Hope Never Dies
«Hope Never Dies» (рус. Надежда не умрёт никогда) — песня Марты Яндовы и Вацлава Ноида Барты, представителей Чехии на музыкальном конкурсе Евровидение 2015. Песня не сумела выйти в финал конкурса, однако поставила национальный рекорд по занятому месту (13-е против 18-го) и сумме полученных баллов — 33 против 9 (2008 год).
Это четвёртое появление Чехии в рамках конкурса Евровидение (после трёх неудачных выступлений в 2007—2009 годах).

## Предыстория, тематика

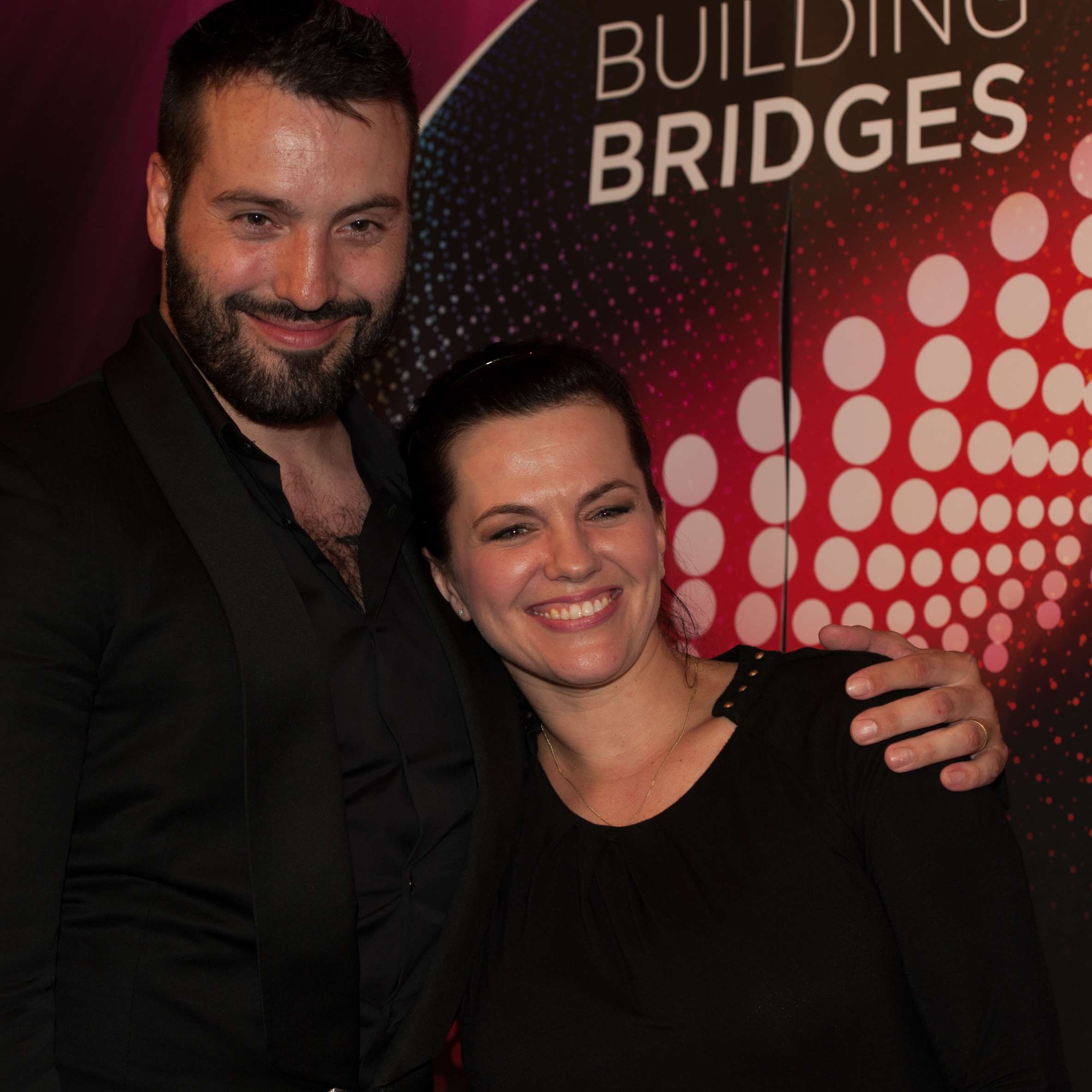
Марта и Вацлав на конкурсе Евровидение 2015

19 ноября 2014 года чехословацкий телеканал ČST объявил о том, что участник для Евровидения будет отобран специальной комиссией из пяти кандидатов; впервые в истории страны не проводился национальный отбор (предыдущий участник — коллектив Gypsy.cz, — имел только одного соперника). Композиция «Hope Never Dies» была выбрана 31 января 2015 года; композиторы песен-конкурсантов не разглашались вплоть до объявления итогов отбора.
Участник жюри Майкл Косаб заявил, что, хотя песни стоили друг друга, «Hope Never Dies» выделялась своей специфичностью и отличным припевом с впечатляющей модуляцией: «Услышав её, я подумал, что она может действительно впечатлить, будучи исполненной на должном уровне».
Песня была представлена публике 10 марта 2015 года; 15 марта был выпущен видеоклип.
Песня описывает сложные отношения между двумя людьми, которые, несмотря на различные препятствия, находят силы их продолжать. Идёт развитие от состояния безнадёжности к оптимизму. Марта говорила, что, помимо темы любви, «Hope Never Dies» можно трактовать как «песню о Европе — об отношениях между странами, которые не всегда бывают простыми».

## Выступление

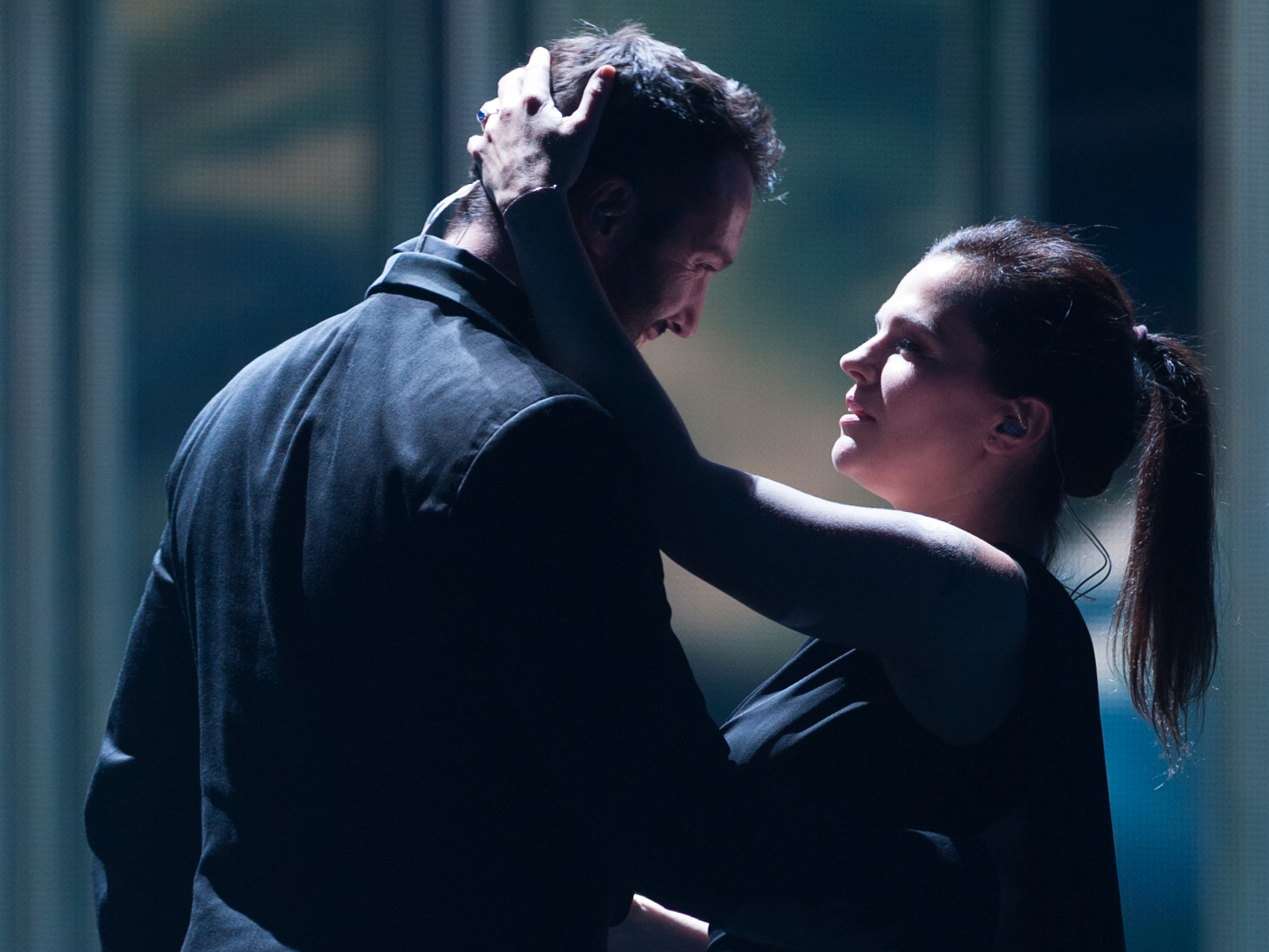
Выступление в полуфинале

Марта и Вацлав выступали в вечерних костюмах чёрного цвета на фоне вращающихся зеркал, отражавших тёмное небо, переходящее в предрассветное зарево, обрамлённое вспышками от извержения вулкана. В ходе выступления Марта сняла с себя туфли на высоких каблуках и выбросила их — по её словам, этот жест уходит корнями во времена её рок-группы Die Happy: «Я обещала своим фанатам, что буду выступать в платье и на каблуках. Однако после нескольких песен мои ноги были так измучены, что я сняла каблуки и выбросила их в глубину сцены. Впоследствии это стало своеобразной фишкой — если я выступаю на каблуках, я их снимаю. Я не делаю это часто, но на Евровидении мы решили сделать это — потому что в середине нашей песни есть перерыв и там больше нет места высоким каблукам».
На репетициях и за кулисами Марта и Вацлав держались раскованно, много шутили. Отвечая на вопросы журналистов о своём настрое (в контексте серьёзности песни), артисты пояснили: «Такова душа рок-музыканта. Мы очень чувствительны. С одной стороны — мы страдаем и принимаем всё слишком серьёзно, с другой — любим веселиться, пошутить. Мы живём эмоциями».